# Anisotacrus truncatus
Anisotacrus truncatus är en stekelart som först beskrevs av Davis 1897.  Anisotacrus truncatus ingår i släktet Anisotacrus och familjen brokparasitsteklar. Inga underarter finns listade i Catalogue of Life.